# Linee celeri dell'Adda

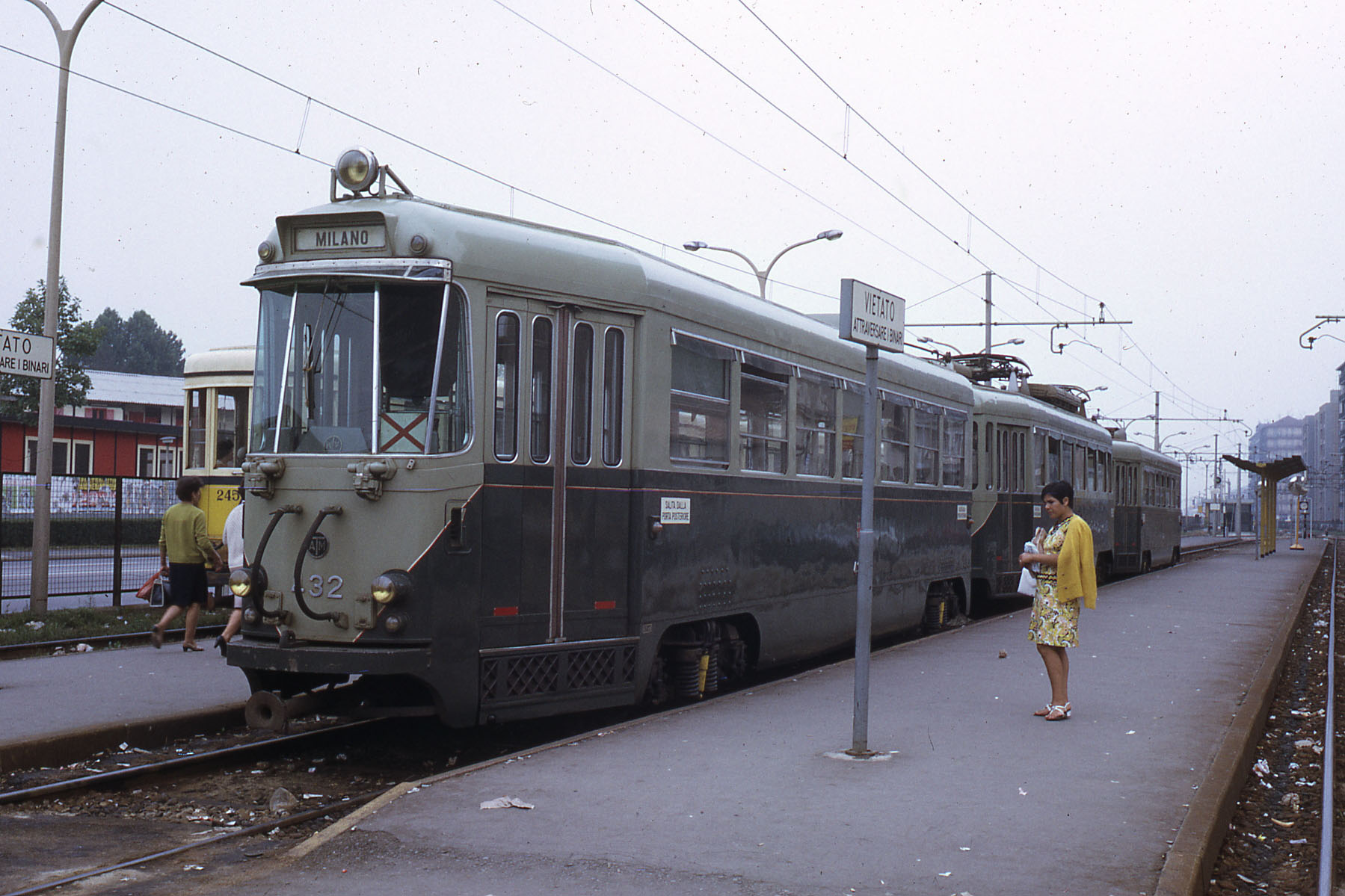
Treno bloccato serie 400 in sosta al capolinea milanese di Sire Raul

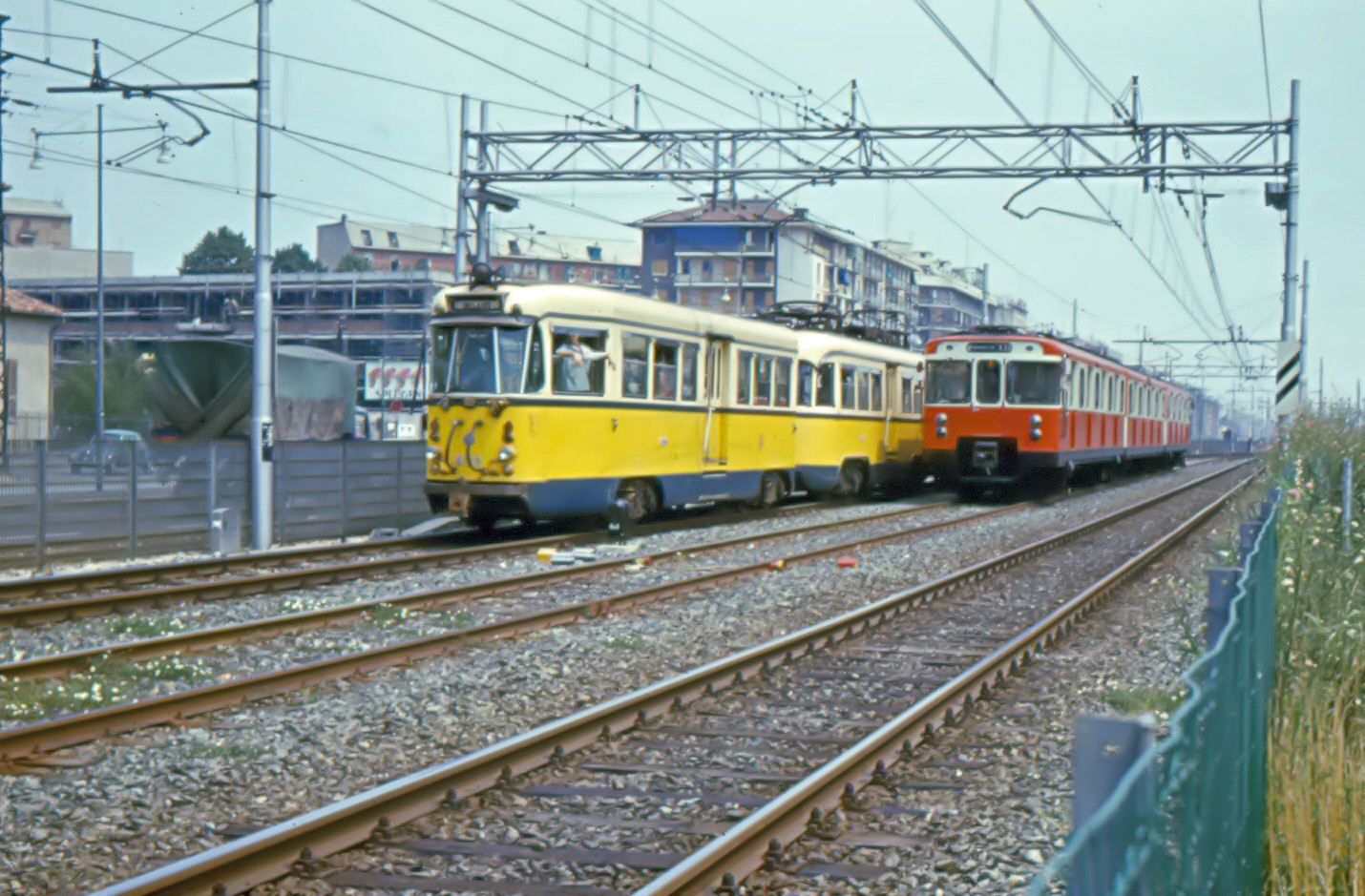
Compresenza di veicoli tranviari e metropolitani lungo via Palmanova a Milano (settembre 1970)

Le linee celeri dell'Adda, inizialmente note come ferrovie dell'Adda, erano due linee ferroviarie che nelle intenzioni dell'ATM di Milano avrebbero collegato il capoluogo lombardo a Bergamo e a Vimercate, sostituendo le tranvie interurbane Milano-Vaprio e Milano-Vimercate.
Dell'ambizioso progetto venne realizzata solo la tratta da Milano a Gorgonzola, che venne gestita inizialmente con mezzi tranviari, e in seguito integrata nella linea 2 della metropolitana.

## Storia
Allorché negli anni 1950 l'Azienda Tramviaria Municipale e il Comune di Milano iniziarono a progettare la rete metropolitana, parallelamente si intrapresero ragionamenti su come integrarla adeguatamente col preesistente sistema di tramvie.
La legge n. 1221 del 2 agosto 1952 aveva infatti introdotto agevolazioni e finanziamenti per il potenziamento di ferrovie e linee di trasporto in regime di concessione su tutto il territorio italiano.
L'attenzione di enti e istituzioni si concentrò in particolare sulle linee per Cassano/Vaprio e per Vimercate: nel 1957 l'ufficio progetti dell'ATM, diretto dagli ingegneri Ivo Angelini, Marcello Liberatore e Sergio Farnè presentò il progetto Ferrovie dell'Adda, che prevedeva una trasformazione in senso ferroviario delle predette tranvie (onde aumentarne la capacità di passeggeri a beneficio del nord-est della provincia di Milano) e il loro prolungamento fino a Bergamo (via Trezzo e Dalmine, mediante una diramazione da creare tra Villa Fornaci e Vaprio, con scavalcamento dell'Adda presso Canonica) onde creare un collegamento complementare alla corrispettiva linea delle Ferrovie dello Stato Italiane; in totale, tra binari esistenti e da installare, vennero presi in esame 46,6 km di linea ferrata.
Per contenere i tempi e i costi di realizzazione, si decise di realizzare la nuova infrastruttura per fasi, con una logica simile al "premetrò" di Bruxelles, strutturandola cioè con standard ferroviari ma servita provvisoriamente da materiale di derivazione tranviaria, opportunamente adattato, in grado di percorrere le preesistenti tratte tranviarie e le nuove tratte ferroviarie senza rotture di carico. Si prevedeva comunque, a regime, la completa ferroviarizzazione del servizio, introducendo materiale di tipo metropolitano ed eliminando ogni interferenza con la viabilità, ma comunque consentendo che ogni stadio intermedio potesse costituire una soluzione definitiva.
Originariamente era prevista una gestione separata rispetto a quella delle metropolitane, con capolinea provvisorio in superficie in via Palmanova, da sostituirsi successivamente con un capolinea sotterraneo da realizzare sul lato Est della Stazione di Lambrate (mai realizzato).
È utile ricordare che, attorno al 1960, era ancora in corso il dibattito se la gestione delle costruende metropolitane fosse da assegnare all'ATM o invece alla MM. La progettazione e la costruzione delle celeri dell'Adda fu infatti intrapresa da ATM, grazie anche ai contributi della legge 1221/1952 (si noti che fino agli anni ottanta, quando le stazioni urbane recavano la dicitura "MM", quelle interurbane recavano la dicitura "ATM").
A seguito della presentazione del progetto al Ministero dei Trasporti il 12 dicembre 1958 per ottenere il finanziamento della "Milano - Villa Fornaci con diramazione per Vimercate", emergeva che i fondi erano disponibili solo per la penetrazione urbana e occorrevano nuovi stanziamenti per completare l'opera in modo da servire adeguatamente i "34 000 utenti quotidiani"; con D.M. 31 dicembre 1959, n. 4285, venne autorizzata la costruzione della Milano - Gorgonzola, l'unica tratta finanziabile con i pochi fondi rimasti dalla citata legge 1221/1952.
L'evoluzione degli impianti di via Palmanova ha costituito la prima fase di realizzazione delle "celeri dell'Adda": progettati in sede propria quasi assoluta, entrarono in funzione il 22 novembre 1959 per le tranvie dell'Adda e per la Milano-Vimercate, in sostituzione della vecchia sede di via Padova; all'inizio di via Palmanova fu realizzata la fermata "piazza Sire Raul", in cui avveniva il cambio tensione da 600 a 1200 volt (i convogli abbassavano il pantografo dedicato a una tensione e innalzavano il pantografo per la successiva).
Per motivi economico-finanziari, ma anche per questioni di concorrenzialità impugnate da altri vettori che operavano collegamenti fra Milano e Bergamo, del progetto fu infine realizzata la sola tratta Milano - Gorgonzola, inaugurata il 5 maggio 1968. L'infrastruttura veniva percorsa a mo' di passante: i treni tranviari provenienti da Milano in sede stradale, giunti al termine di via Palmanova, entravano sulla nuova linea, fermavano nella nuova stazione coperta di Cascina Gobba e, sempre in sede propria assoluta, a cielo aperto ma senza intersezioni a raso e con sette fermate intermedie (l'ottava, prevista a Molinetto di Cernusco, non fu realizzata), raggiungevano la stazione di Gorgonzola; da qui la nuova infrastruttura proseguiva fino al preesistente deposito di Gorgonzola, che veniva costeggiato in modo da riprendere la vecchia linea più a Est, proseguendo quindi tutti i treni verso il vecchio bivio di Villa Fornaci, dove il servizio diramava a corse alterne per Cassano e per Vaprio.
Con l'entrata in funzione della nuova tratta extraurbana (5 maggio 1968), la fermata "Sire Raul" divenne terminale tronco, dotato di ACEI per le manovre (unico caso nella storia tranviaria milanese) per rimanere infine, dal 1972 al 1981, ad uso della sola tranvia per Vimercate. Fino al 15 febbraio 1969, i due binari di via Palmanova rimasero promiscui, quindi fu attivato il terzo binario, in modo da separare il traffico "celere" da quello per Vimercate.
Dal 26 maggio 1969 furono attivate ad uso delle celeri dell'Adda le nuove stazioni Cimiano e Crescenzago, con il binario unico da/per Vimercate esterno ad esse. Un'altra particolarità riguardò la sperimentazione, attorno al 1962, in zona Cimiano, di un tratto su solettone di cemento armato e con l'attacco a ramponi "Delta", poi utilizzato nei tratti in trincea delle stazioni di Vimodrone, Cernusco sul Naviglio e sui viadotti di Cascina Gobba e di Cassina de' Pecchi.
Nel frattempo, avendo l'ATM attivato la prima linea metropolitana (M1/rossa) e rendendosi conto che il ruolo delle celeri dell'Adda si configurava più come suburbano che come interurbano, il Comune di Milano decise di unificare il servizio metropolitano urbano con quello delle celeri dell'Adda, prevedendo quindi non più una "ferroviarizzazione" bensì una "metropolitanizzazione".
Nel settembre 1969 la linea M2 (verde) della metropolitana di Milano era ormai pronta ad entrare in servizio, ma i nuovi treni commissionati allo scopo non erano ancora disponibili: si decise perciò di attivarla sulla sola tratta urbana, utilizzando i treni M1 opportunamente adattati (con presa elettrica a pantografo anziché a terza rotaia) in un regime provvisorio ferrotranviario sulla tratta extraurbana, con capolinea all'esterno di piazza Sire Raul.
Con l'arrivo del materiale rotabile M2 (i cosiddetti "treni d'argento"), la trasformazione fu completata nel dicembre 1972: il servizio tranviario sulla "linea celere" fu soppresso e i treni M2 furono subito immessi nell'infrastruttura extraurbana senza rottura di carico. Ciò comportò alcuni lavori di adeguamento riguardanti l'elettrificazione (innalzamento da 1200 V a 1500 V cc), l'armamento e il segnalamento. Lo scartamento era già ferroviario standard (1 435 mm).
Tra il 1981 e il 1984, la tratta extraurbana venne percorsa, di notte, dal prototipo Breda destinato alle linee leggere della metropolitana di Cleveland e dal treno bloccato 805, su cui venne montato un equipaggiamento sperimentale a inverter per valutarne la successiva applicazione sui treni della metropolitana.
Alcuni treni bloccati, ricolorati e revisionati negli anni ottanta, sono rimasti in uso fino al 2022 sull'ultima tranvia interurbana sopravvissuta, la Milano-Limbiate.

## Caratteristiche

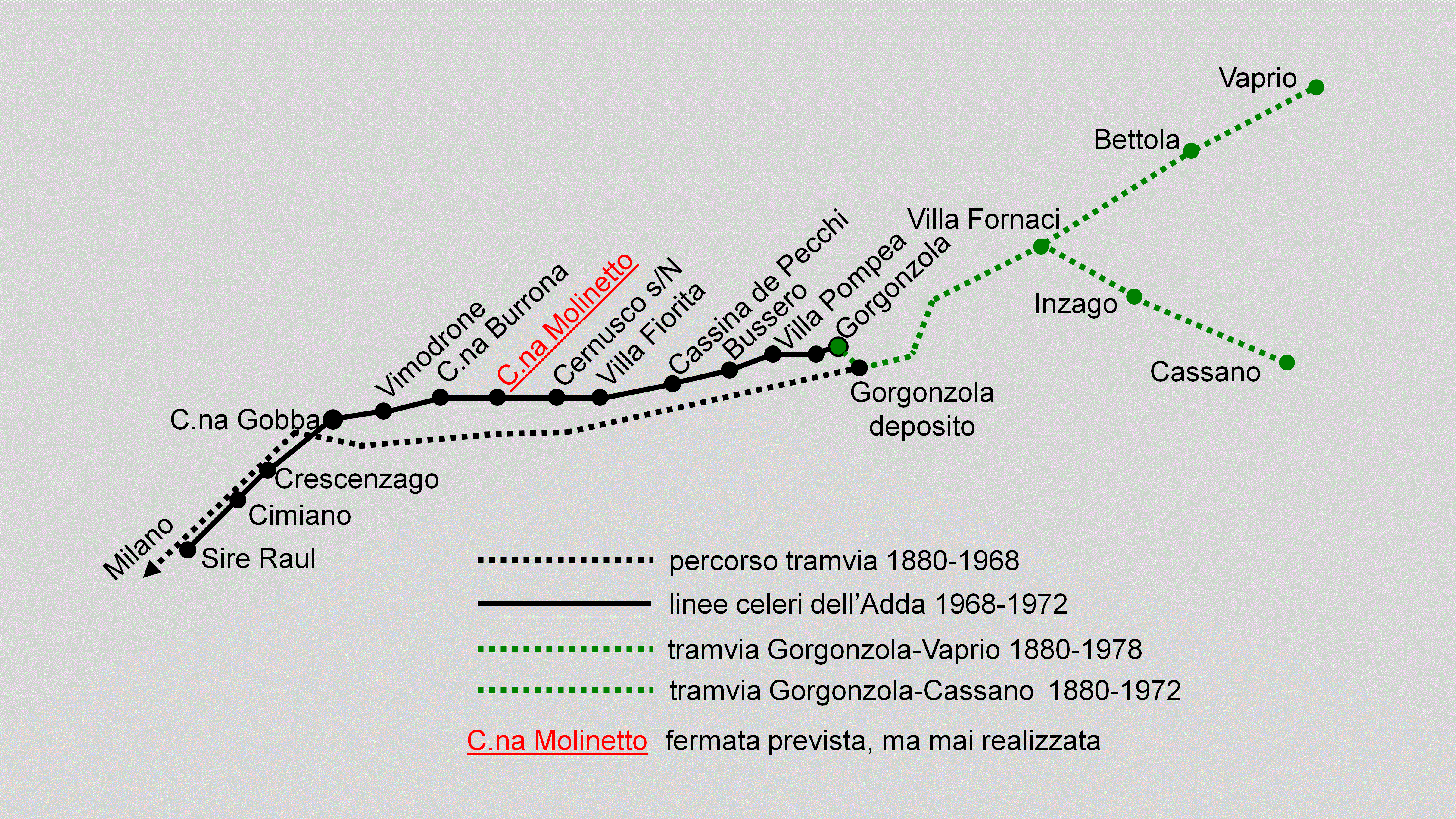
Mappa della tratta realizzata

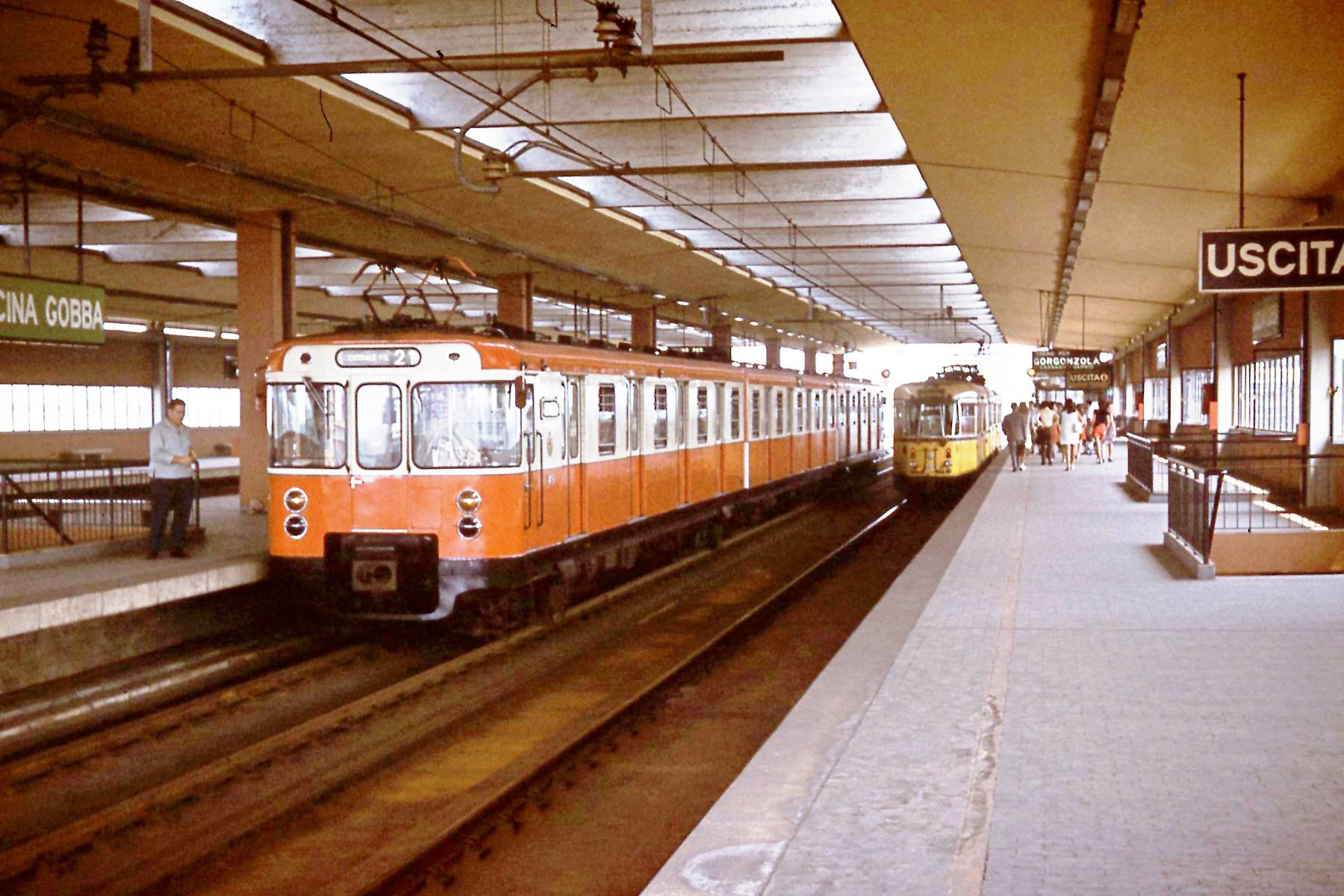
Compresenza di mezzi metropolitani e tranviari, alla stazione di Cascina Gobba nel 1970

| Unknown route-map component "uexKBHFa" |

| Unknown route-map component "d" | Unknown route-map component "uCONTgq" | Unknown route-map component "uxABZg+r" |  | Unknown route-map component "d" |

| Urban station on track |

| Urban station on track |

| Unknown route-map component "uWBRÜCKE1" |

| Urban station on track |

| Unknown route-map component "uSKRZ-Ao" |

| Unknown route-map component "d" |  | Unknown route-map component "uABZgl" | Unknown route-map component "uCONTfq" | Unknown route-map component "d" |

| Urban station on track |

| Urban station on track |

| Urban station on track |

| Urban station on track |

| Urban station on track |

| Unknown route-map component "uWBRÜCKE1" |

| Urban station on track |

| Urban station on track |

| Urban station on track |

| Unknown route-map component "d" |  | Unknown route-map component "uABZgl+l" | Unknown route-map component "uCONTfq" | Unknown route-map component "d" |

| Unknown route-map component "uKDSTxe" |

| Unknown route-map component "d" |  | Unknown route-map component "uexSTRl" | Unknown route-map component "uexCONTfq" | Unknown route-map component "d" |

## Materiale rotabile

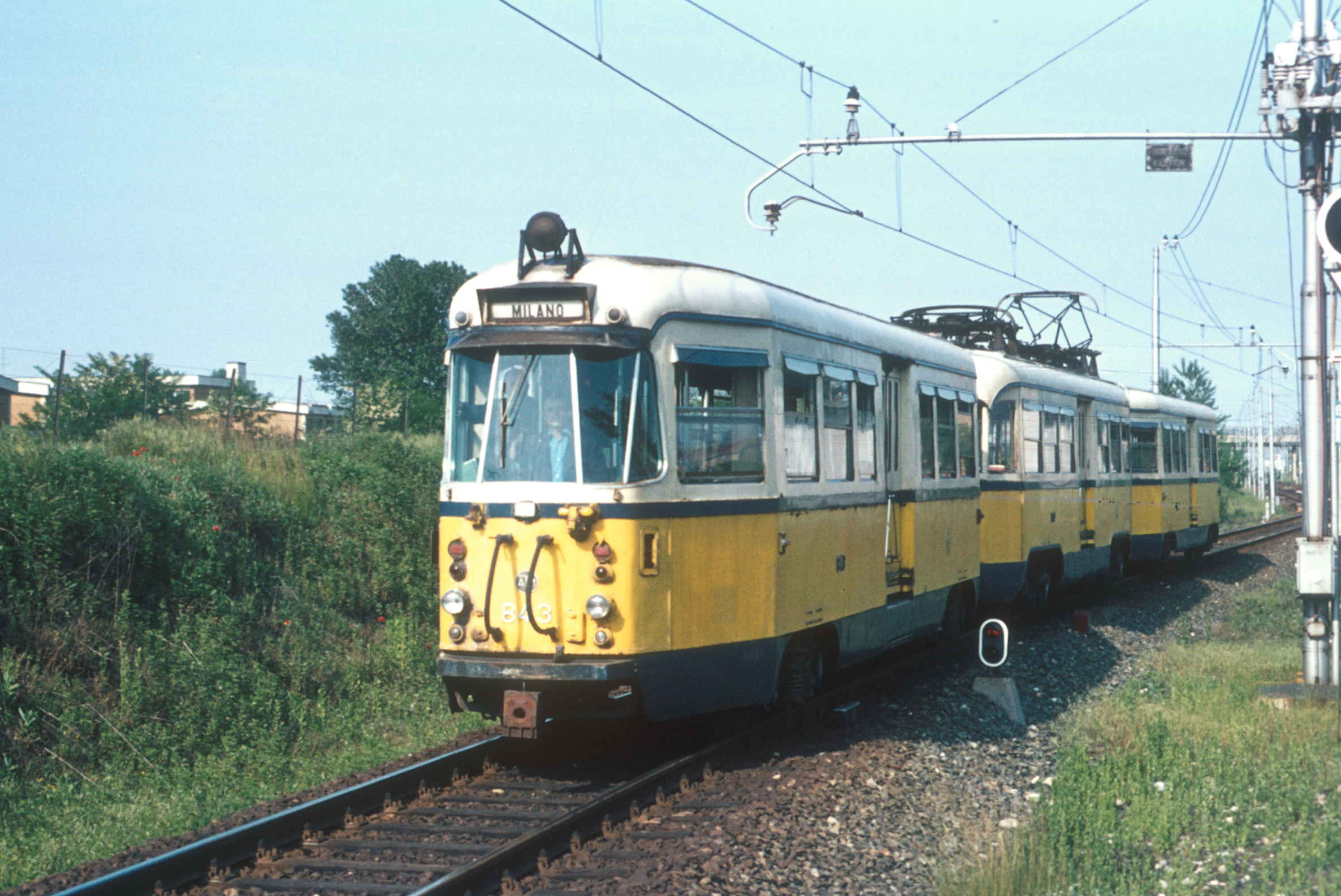
Treno bloccato serie 800 in arrivo da Vaprio a Gorgonzola

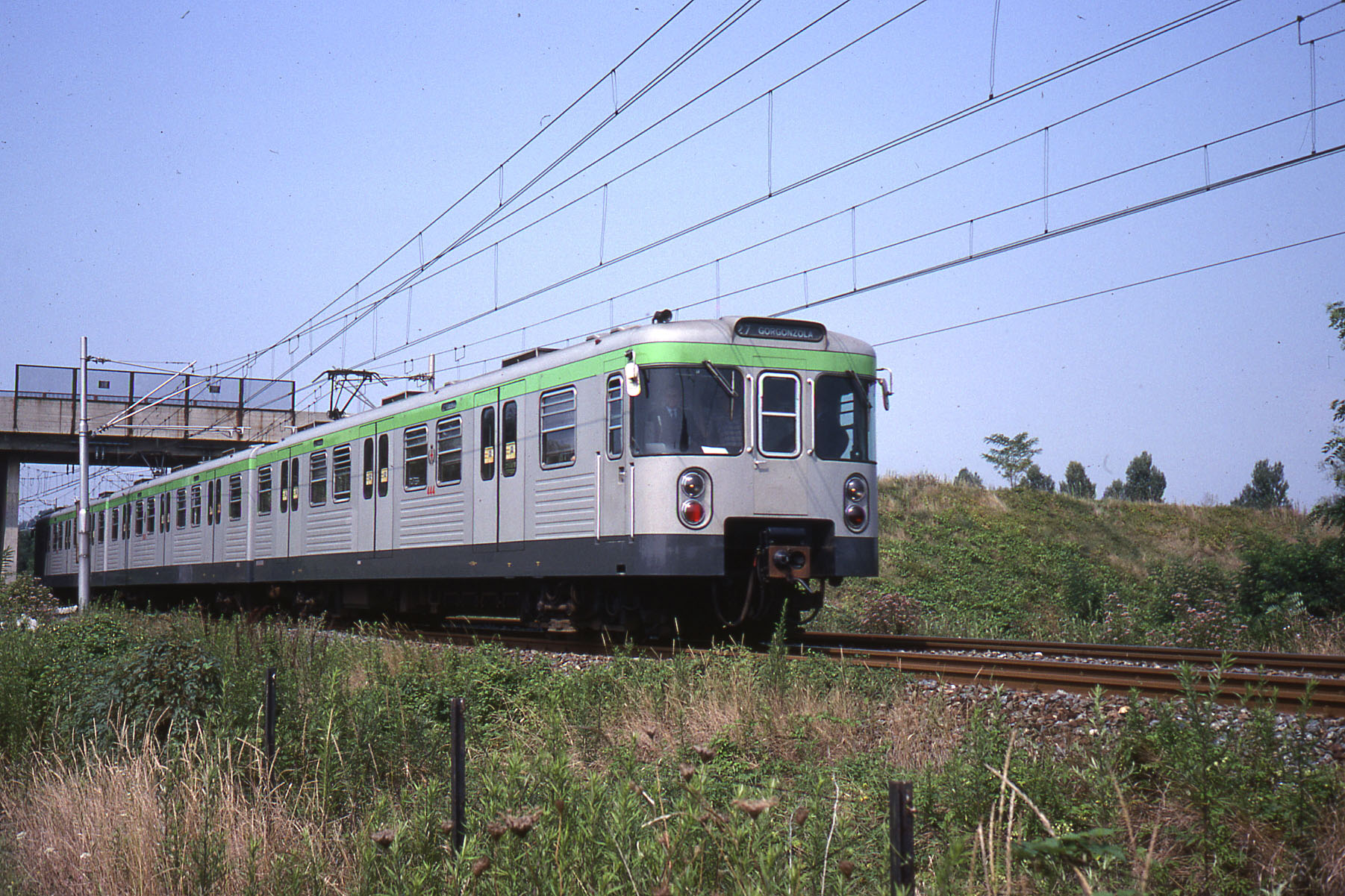
Elettrotreno della metropolitana in corsa sulla tratta

La linea celere era esercita con appositi treni bloccati reversibili, costituiti da due rimorchiate semipilota inquadranti una motrice centrale, con 340 posti offerti.
Dovendo operare in una concezione ibrida metro-ferro-tranviaria, il materiale fu dotato degli stessi accorgimenti che vennero poi adottati in Germania e in altri Paesi esteri per consentire la circolazione sia con banchine alte distanziate che con banchine basse ravvicinate (gradini retrattili).
I treni bloccati presentavano una vivace livrea gialla (parte bassa della cassa) e avorio (fascia dei finestrini), separati da un filetto blu scuro. Questa livrea valse a questi convogli il soprannome di "tram gialli". Essi vennero gradualmente messi in servizio a partire dal 1965 sulla vecchia infrastruttura.
I treni bloccati erano ottenuti dalla ricostruzione di 22 motrici tranviarie interurbane e 44 rimorchi degli anni quaranta e cinquanta, ottenendo così un totale di 22 treni bloccati a tre elementi (12 serie 500 e 10 serie 800).
La composizione tipica nelle ore mattinali e serali di punta prevedeva convogli di due o tre bloccati in comando multiplo (oltre 1000 posti offerti per treno); nei primi tempi venivano anche agganciati uno o due rimorchi, appositamente trasformati con porta centrale e gradini retrattili per consentire l'incarrozzamento da banchine alte. Nelle ore di morbida il servizio era effettuato da un singolo treno bloccato.
Con la metropolitanizzazione delle celeri dell'Adda (dicembre 1972) i treni bloccati vennero tutti riutilizzati sulle tranvie Milano-Vimercate e Gorgonzola-Vaprio; quest'ultima mantenne il carattere di premetrò, in quanto la tratta terminale entrava direttamente nella stazione metropolitana di Gorgonzola, consentendo un comodo interscambio a raso, ma fu soppressa nel 1978 per non interferire con i lavori di prolungamento M2 a Gessate, entrato in funzione nel 1985; il ramo per Cassano venne invece sostituito con autobus già nel dicembre 1972. La tratta per il deposito era perciò percorsa promiscuamente dai treni bloccati e dai treni M2. La tranvia Milano-Vimercate, sopravvissuta fino al 1981, mantenne in via Palmanova un tracciato parallelo ma non promiscuo, con la peculiare eccezione del primo tratto tra Cimiano e Sire Raul che, fino a metà degli anni ottanta, fungeva anche da raccordo metro-ferroviario con l'Officina Teodosio.